# Анхальтский вокзал (Берлин)
Анхальтский вокзал (нем. Anhalter Bahnhof) — бывший вокзал дальнего следования в Берлине. Расположен на площади Асканишер-плац в Кройцберге вблизи Потсдамской площади. 
Строительство технически сложного здания продолжалось с 1874 по 1880 год. Десятого июня 1880 года в 5.45 с вокзала был отправлен первый поезд. 
До Первой мировой войны Анхальтский вокзал был важнейшим вокзалом на пути в Австро-Венгрию, Италию и Францию.

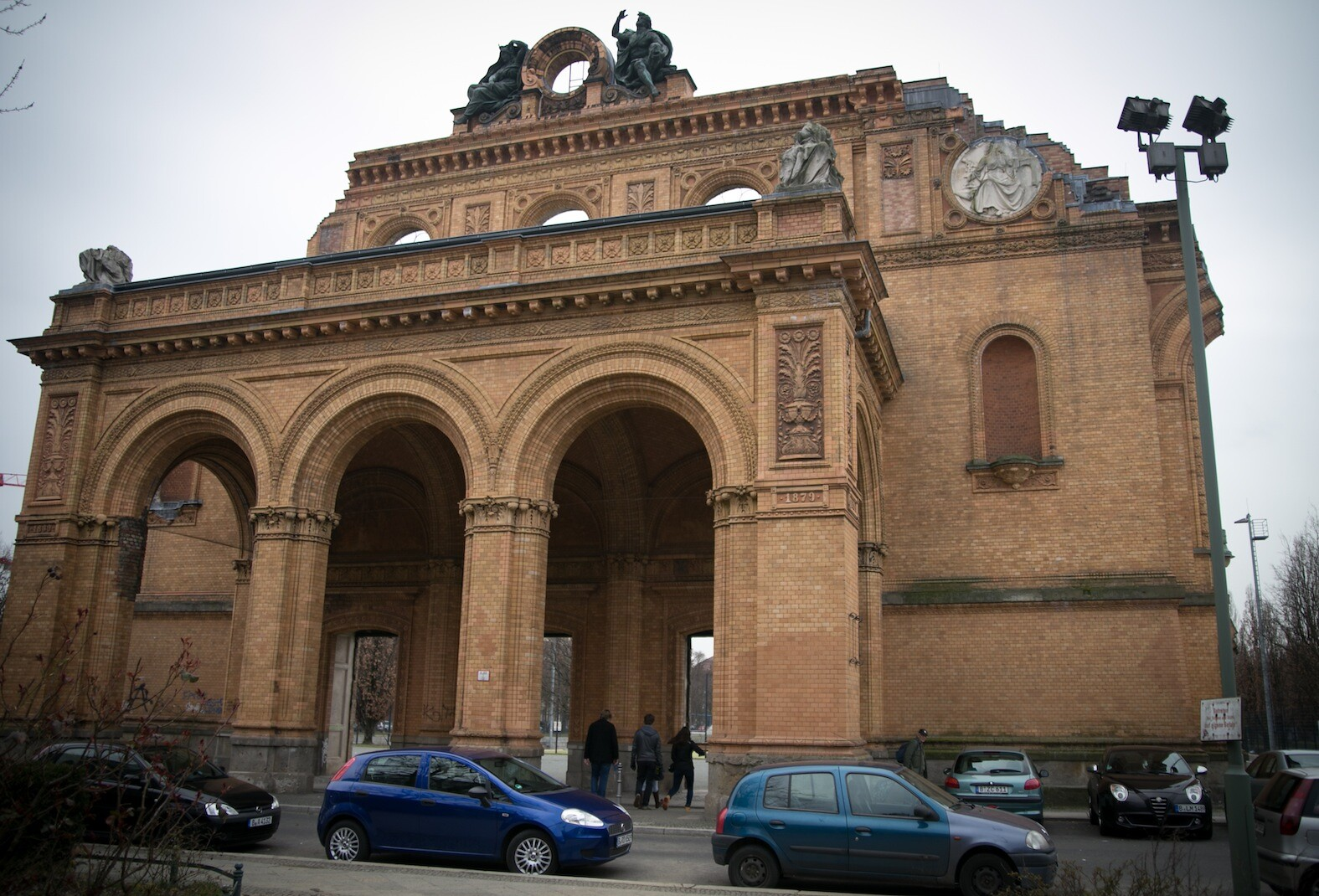
Остатки Анхальтского вокзала

После Второй мировой войны вокзал оказался в Западном Берлине и потерял своё значение. 18 мая 1952 года движение по нему было закрыто, а через восемь лет в период с 25 по 27 августа 1960 года был практически полностью разобран; был сохранён только незначительный фрагмент центрального фасада. 
После падения Берлинской стены станции линии Север-Юг подверглись глубокой реконструкции. В настоящее время станция представляет собой промежуточную остановку на подземном участке линии Берлинской городской электрички, которая по прежнему называется Anhalter Bahnhof, несмотря на то, что здание вокзала было снесено более чем полвека назад.